# Promises (singel Calvina Harrisa i Sama Smitha)
Promises – singel szkockiego producenta muzycznego i DJ-a Calvina Harrisa i angielskiego piosenkarza Sama Smitha. Singel został wydany 17 sierpnia 2018. Piosenkę napisali i skomponowali Sam Smith, Calvin Harris i Jessie Reyez. Piosenka została umieszczona na trzecim albumie studyjnym Smitha – Love Goes.
„Promises” jest utrzymany w stylu muzyki house i dance-pop. Utwór był notowany na 1. miejscu na liście najlepiej sprzedających się singli w Wielkiej Brytanii.

## Teledysk
Teledysk do singla został opublikowany 4 września 2018 i jest wyrazem szacunku dla społeczności LGBTQ.

## Lista utworów
- Digital download[2]

1. „Promises” – 3:33

- 12-inch single[3]

1. Strona A: „Promises” – 3:33
2. Strona B: „Promises” (extended mix) – 8:27

- Streaming – Remixes[4]

1. „Promises” (David Guetta Remix) – 3:10
2. „Promises” (MK Remix) – 4:19
3. „Promises” (Sonny Fodera Remix) – 3:57
4. „Promises” (Illyus & Barrientos Remix) – 4:42
5. „Promises” (Franky Rizardo Remix) – 4:26
6. „Promises” (Mousse T.’s Disco Shizzle Remix) – 3:30
7. „Promises” (OFFAIAH Remix) – 3:09
8. „Promises” (Sonny Fodera Disco mix) – 3:57

- Digital download – Extended Remixes[4]

1. „Promises” (David Guetta extended Remix) – 7:53
2. „Promises” (MK extended Remix) – 8:01
3. „Promises” (Sonny Fodera extended Remix) – 6:19
4. „Promises” (Illyus & Barrientos extended Remix) – 6:00
5. „Promises” (Franky Rizardo extended Remix) – 7:13
6. „Promises” (Mousse T.’s extended Disco Shizzle Remix) – 6:26
7. „Promises” (OFFAIAH extended Remix) – 7:02
8. „Promises” (Sonny Fodera extended Disco mix) – 7:05
9. „Promises” (extended mix) – 8:27

## Twórcy
Opracowano na podstawie materiału źródłowego.
- Calvin Harris – produkcja, inżynier miksowania, inżynier dźwięku
- Sam Smith – wokal
- Jessie Reyez – wokal
- Mike Marsh – mistrz inżynierii

## Notowania
| Lista (2018–19)                        | Najwyższa pozycja |
| -------------------------------------- | ----------------- |
| Australia (Top 50 Singles)             | 4                 |
| Austria (Ö3 Austria Top 40)            | 6                 |
| Belgia (Ultratop 50 Singles, Flandria) | 1                 |
| Belgia (Ultratop 50 Singles, Walonia)  | 2                 |
| Czechy (Rádio – Top 100)               | 14                |
| Czechy (Singles Digitál – Top 100)     | 6                 |
| Dania (Track Top-40)                   | 4                 |
| Finlandia (Top 20 Singles)             | 8                 |
| Francja (Top 200 Singles)              | 12                |
| Hiszpania (Top 100 Singles)            | 52                |
| Holandia (Single Top 100)              | 4                 |
| Irlandia (Top 100 Singles)             | 1                 |
| Japonia (Japan Hot 100)                | 71                |
| Kanada (Billboard Canadian Hot 100)    | 15                |
| Niemcy (Top 100 Singles)               | 2                 |
| Norwegia (Top 40 Singles)              | 5                 |
| Nowa Zelandia (Top 40 Singles)         | 7                 |
| Polska (AirPlay – Top)                 | 1                 |
| Portugalia (Top 100 Singles)           | 9                 |
| Słowacja (Rádio – Top 100)             | 2                 |
| Słowacja (Singles Digitál – Top 100)   | 3                 |
| Stany Zjednoczone (Hot 100)            | 65                |
| Szwajcaria (Singles Top 100)           | 3                 |
| Szwecja (Top 100 Singles)              | 3                 |
| Węgry (Single (track) Top 40 lista)    | 3                 |
| Wielka Brytania (Singles Top 200)      | 1                 |
| Włochy (Top 100 Singles)               | 6                 |

| Lista (2018)                                   | Pozycja |
| ---------------------------------------------- | ------- |
| Australia (Top 50 Singles)                     | 51      |
| Austria (Ö3 Austria Top 40)                    | 43      |
| Belgia (Ultratop 50 Singles, Flandria)         | 23      |
| Belgia (Ultratop 50 Singles, Walonia)          | 40      |
| Dania (Track Top-40)                           | 49      |
| Holandia (Single Top 100)                      | 29      |
| Irlandia (Top 100 Singles)                     | 20      |
| Niemcy (Top 100 Singles)                       | 38      |
| Polska (AirPlay – Top)                         | 22      |
| Portugalia (Top 100 Singles)                   | 100     |
| Stany Zjednoczone (Hot Dance/Electronic Songs) | 14      |
| Stany Zjednoczone (Hot Dance Club Songs)       | 36      |
| Szwajcaria (Singles Top 100)                   | 32      |
| Szwecja (Top 100 Singles)                      | 76      |
| Węgry (Single (track) Top 40 lista)            | 19      |
| Wielka Brytania (Singles Top 200)              | 25      |
| Włochy (Top 100 Singles)                       | 92      |
| Lista (2019)                                   | Pozycja |
| Australia (Top 50 Singles)                     | 87      |
| Belgia (Ultratop 50 Singles, Flandria)         | 59      |
| Belgia (Ultratop 50 Singles, Walonia)          | 92      |
| Portugalia (Top 100 Singles)                   | 122     |
| Stany Zjednoczone (Hot Dance/Electronic Songs) | 27      |
| Szwajcaria (Singles Top 100)                   | 79      |
| Węgry (Single (track) Top 40 lista)            | 44      |
| Wielka Brytania (Singles Top 200)              | 47      |

## Certyfikaty
| Państwo                  | Status             |
| ------------------------ | ------------------ |
| Australia (ARIA)         | 4× platynowa płyta |
| Austria (IFPI Austria)   | złota płyta        |
| Belgia (BEA)             | platynowa płyta    |
| Dania (IFPI Dania)       | platynowa płyta    |
| Francja (SNEP)           | diamentowa płyta   |
| Hiszpania (PROMUSICAE)   | platynowa płyta    |
| Kanada (Music Canada)    | platynowa płyta    |
| Meksyk (AMPROFON)        | diamentowa płyta   |
| Niemcy (BVMI)            | złota płyta        |
| Nowa Zelandia (RMNZ)     | platynowa płyta    |
| Polska (ZPAV)            | 4× platynowa płyta |
| Portugalia (AFP)         | platynowa płyta    |
| Stany Zjednoczone (RIAA) | platynowa płyta    |
| Wielka Brytania (BPI)    | 2× platynowa płyta |
| Włochy (FIMI)            | 2× platynowa płyta |

## Historia wydania
| Region            | Data                 | Format                                                   | Wytwórnia      | Źródło |
| ----------------- | -------------------- | -------------------------------------------------------- | -------------- | ------ |
| Świat             | 17 sierpnia 2018     | Digital download, streaming                              | Columbia, Sony | [ 2 ]  |
| Wielka Brytania   | 17 sierpnia 2018     | Contemporary hit radio                                   | Columbia       | [ 73 ] |
| Stany Zjednoczone | 21 sierpnia 2018     | Contemporary hit radio                                   | Columbia       | [ 74 ] |
| Włochy            | 31 sierpnia 2018     | Contemporary hit radio                                   | Sony           | [ 75 ] |
| Świat             | 12 października 2018 | 12-inch single                                           | Columbia, Sony | [ 3 ]  |
| Świat             | 19 października 2018 | Digital download, streaming (Remixes i Extended Remixes) | Columbia, Sony | [ 4 ]  |
| Świat             | 19 października 2018 | Digital download, streaming (Remixes i Extended Remixes) | Columbia, Sony | [ 4 ]  |